# Параметры Стокса
Параметры Стокса — набор величин, описывающих вектор поляризации электромагнитных волн, введенный в физику Дж. Стоксом в 1852 году. Параметры Стокса являют собой альтернативу описанию некогерентного или частично поляризованного излучения в терминах полной интенсивности, степени поляризации и формы эллипса поляризации.

## Определение

Сфера Пуанкаре позволяет визуализировать параметры Стокса как проекции вектора на координатные оси

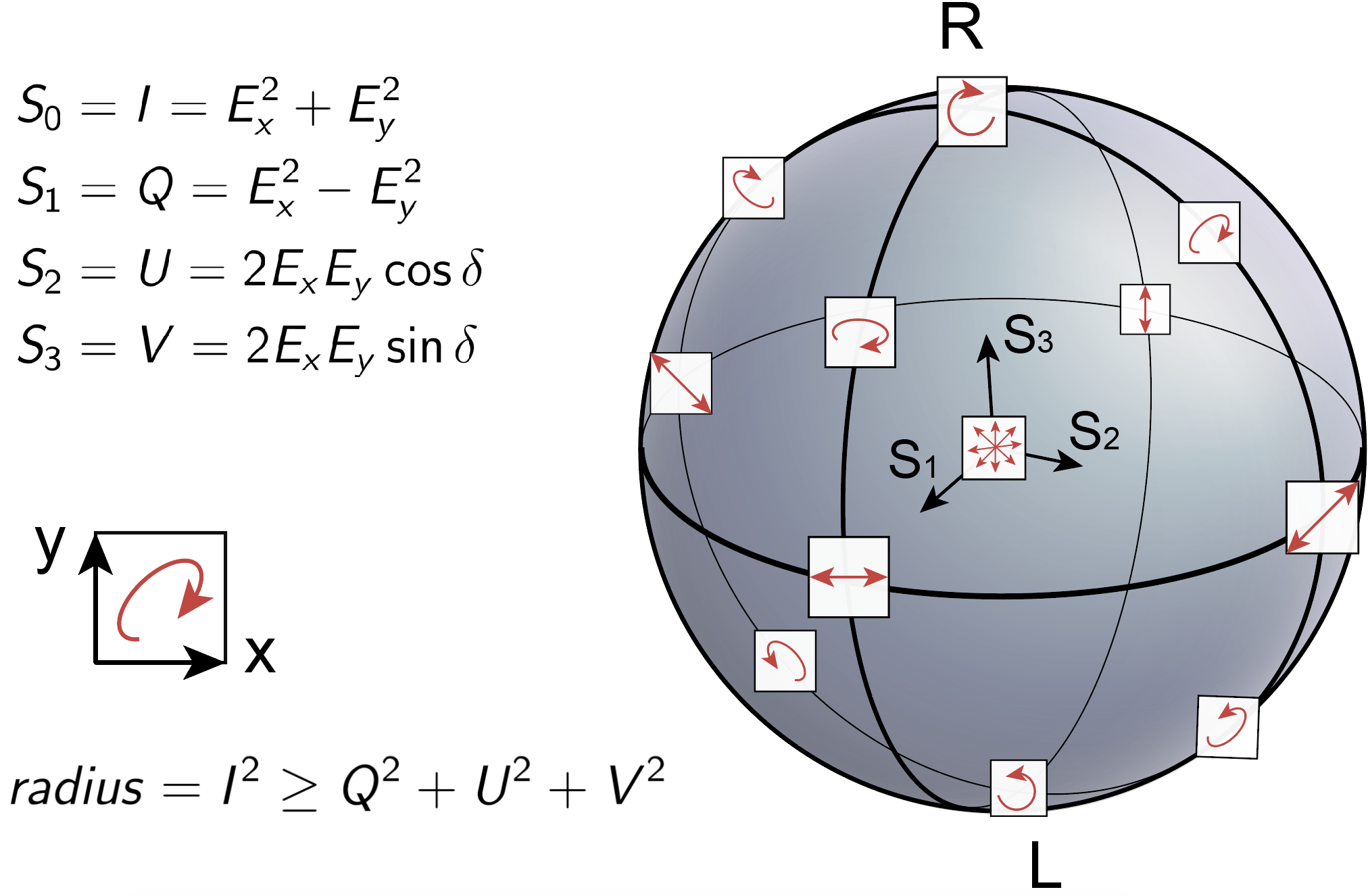
Изображение поляризаций на сфере Пуанкаре

В случае плоской монохроматической волны параметры Стокса связаны с параметрами поляризационного эллипса следующим образом:

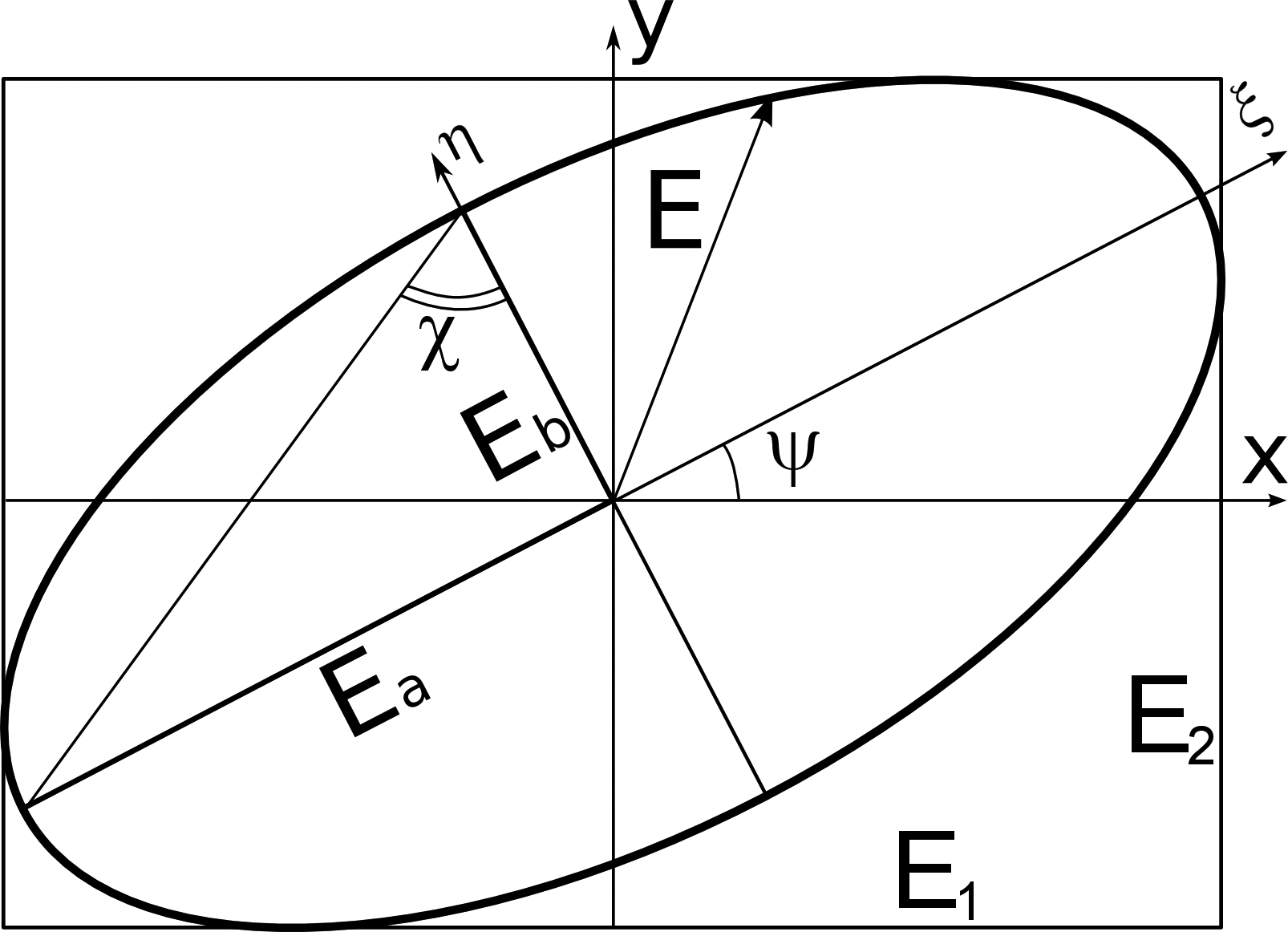
Поляризационный эллипс

{\displaystyle {\begin{aligned}S_{0}&=I=E_{a}^{2}+E_{b}^{2}\\S_{1}&=Q=I\cos 2\psi \cos 2\chi \\S_{2}&=U=I\sin 2\psi \cos 2\chi \\S_{3}&=V=I\sin 2\chi \end{aligned}}}
Здесь {\displaystyle E_{a}} и {\displaystyle E_{b}} — большая и малая полуоси поляризационного эллипса, {\displaystyle \psi }— угол поворота поляризационного эллипса относительно произвольной лабораторной системы координат — носит название азимута эллиптически-поляризованного излучения (или кратко — азимут), а угол {\displaystyle \chi }, определяемый из условия отношения малой полуоси к большой {\displaystyle \mathrm {tg} \,{\chi }=E_{b}/E_{a}}— угол эллиптичности эллипса поляризации. Нетрудно заметить, что {\displaystyle S_{1}}, {\displaystyle S_{2}} и {\displaystyle S_{3}} являются проекциями {\displaystyle S_{0}} на некие координатные оси. В итоге независимыми являются всего три параметра Стокса, поскольку:
{\displaystyle I^{2}=Q^{2}+U^{2}+V^{2}}
Параметры Стокса можно связать с величинами, непосредственно измеряемыми. Пусть {\displaystyle E_{1}} и {\displaystyle E_{2}} — амплитуды изменения вектора {\displaystyle {\vec {E}}} в двух произвольных ортогональных направлениях, а {\displaystyle \delta } — разность фаз колебаний в этих направлениях. Тогда:
{\displaystyle {\begin{aligned}S_{0}&=I=E_{1}^{2}+E_{2}^{2}\\S_{1}&=Q=E_{1}^{2}-E_{2}^{2}\\S_{2}&=U=2E_{1}E_{2}\cos \delta \\S_{3}&=V=2E_{1}E_{2}\sin \delta \end{aligned}}}
Примечание: наряду с вариантами обозначений {\displaystyle S_{0}}, {\displaystyle S_{1}}, {\displaystyle S_{2}}, {\displaystyle S_{3}} или {\displaystyle I}, {\displaystyle Q}, {\displaystyle U}, {\displaystyle V} в некоторых научных традициях можно встретить обозначения параметров вектора {\displaystyle I}, {\displaystyle M}, {\displaystyle C}, {\displaystyle S} или {\displaystyle I}, {\displaystyle P_{1}}, {\displaystyle P_{2}}, {\displaystyle P_{3}} или {\displaystyle S_{1}}, {\displaystyle S_{2}}, {\displaystyle S_{3}}, {\displaystyle S_{4}}.

### Частные случаи
Выразим с помощью параметров Стокса линейную поляризацию. В этом случае разность фаз в любых ортогональных направлениях должна составлять {\displaystyle \delta =m\pi }, где {\displaystyle m} — целое число. Тогда получаем
{\displaystyle {\begin{aligned}I&=E_{1}^{2}+E_{2}^{2}=E_{a}^{2}+E_{b}^{2}\\Q&=I\cos {2\chi }\cos {2\psi }=I{\frac {1}{I}}{\sqrt {I^{2}-(2E_{1}E_{2})^{2}\sin ^{2}\delta }}\cos {2\psi }=I\cos {2\psi }\\U&=I\cos {2\chi }\sin {2\psi }=I{\frac {1}{I}}{\sqrt {I^{2}-(2E_{1}E_{2})^{2}\sin ^{2}\delta }}\sin {2\psi }=I\sin {2\psi }\\V&=I\sin {2\chi }=I{\frac {2E_{1}E_{2}}{I}}\sin {\delta }=0\end{aligned}}}
Предположим, что лабораторная ось отсчёта была выбрана горизонтально, как часто это и делается. Если {\displaystyle \psi =0}, то мы получим горизонтальную линейную поляризацию, если {\displaystyle \psi =\pm {\frac {\pi }{2}}}, то это будет вертикальная линейная поляризация.
В таблице приведены значения параметров Стокса для трех частных случаев
| Поляризация     | Параметры Стокса  | Параметры Стокса               | Параметры Стокса               | Параметры Стокса   |
| Поляризация     | {\displaystyle I} | {\displaystyle Q}              | {\displaystyle U}              | {\displaystyle V}  |
| --------------- | ----------------- | ------------------------------ | ------------------------------ | ------------------ |
| Линейная        | {\displaystyle I} | {\displaystyle I\cos {2\psi }} | {\displaystyle I\sin {2\psi }} | {\displaystyle 0}  |
| Правая круговая | {\displaystyle I} | {\displaystyle 0}              | {\displaystyle 0}              | {\displaystyle I}  |
| Левая круговая  | {\displaystyle I} | {\displaystyle 0}              | {\displaystyle 0}              | {\displaystyle -I} |

### Векторы Стокса
Часто четыре параметра Стокса объединяют в один четырёхмерный вектор, именуемый вектором Стокса:
{\displaystyle {\vec {S}}\ ={\begin{pmatrix}S_{0}\\S_{1}\\S_{2}\\S_{3}\end{pmatrix}}={\begin{pmatrix}I\\Q\\U\\V\end{pmatrix}}}
Вектор Стокса охватывает пространство неполяризованного, частично поляризованного и полностью поляризованного излучения. Для сравнения, вектор Джонса применим только для полностью поляризованного излучения, но более полезен для задач связанных с когерентным излучением.
Влияние оптической системы на поляризацию света падающего на неё излучения, заданного вектором Стокса, можно рассчитать с помощью преобразования Мюллера.

#### Примеры
Ниже приведены векторы Стокса для некоторых простых вариантов поляризации света.
| Горизонтальная поляризация                                | Вертикальная поляризация                                  | Линейная поляризация (+45°)                              | Линейная поляризация (−45°)                               |
| {\displaystyle {\begin{pmatrix}1\\1\\0\\0\end{pmatrix}}}  | {\displaystyle {\begin{pmatrix}1\\-1\\0\\0\end{pmatrix}}} | {\displaystyle {\begin{pmatrix}1\\0\\1\\0\end{pmatrix}}} | {\displaystyle {\begin{pmatrix}1\\0\\-1\\0\end{pmatrix}}} |
| Левая круговая поляризация                                | Правая круговая поляризация                               |                                                          |                                                           |
| {\displaystyle {\begin{pmatrix}1\\0\\0\\-1\end{pmatrix}}} | {\displaystyle {\begin{pmatrix}1\\0\\0\\1\end{pmatrix}}}  |                                                          |                                                           |
| Неполяризованный свет                                     |                                                           |                                                          |                                                           |
| {\displaystyle {\begin{pmatrix}1\\0\\0\\0\end{pmatrix}}}  |                                                           |                                                          |                                                           |

### Параметры Стокса для квазимонохроматического излучения
В квазимонохроматическом излучении присутствуют волны разных, хоть и близких частот. Пусть {\displaystyle a_{1}} и {\displaystyle a_{2}} — мгновенные амплитуды в двух взаимно-перпендикулярных направлениях. Тогда параметры Стокса задаются следующими выражениями:
{\displaystyle {\begin{aligned}I&=\langle a_{1}^{2}\rangle +\langle a_{2}^{2}\rangle \\Q&=\langle a_{1}^{2}\rangle -\langle a_{2}^{2}\rangle \\U&=2\langle a_{1}a_{2}\cos \delta \rangle \\V&=2\langle a_{1}a_{2}\sin \delta \rangle \end{aligned}}}
Для определения параметров Стокса введем интенсивность колебаний {\displaystyle I(\theta ,\epsilon )} в направлении, образующим угол {\displaystyle \theta } с направлением осью Ox, когда их y-компонента запаздывает на величину {\displaystyle \epsilon } по отношению к x-компоненте. Тогда
{\displaystyle {\begin{aligned}I&=I(0^{\circ },0)+I(90^{\circ },0)\\Q&=I(0^{\circ },0)-I(90^{\circ },0)\\U&=I(45^{\circ },0)-I(135^{\circ },0)\\V&=I\left(45^{\circ },{\frac {\pi }{2}}\right)-I\left(135^{\circ },{\frac {\pi }{2}}\right)\end{aligned}}}
В отличие от монохроматического излучения, в квазимонохроматическом случае параметры Стокса независимы и связаны неравенством
{\displaystyle I^{2}\geqslant Q^{2}+U^{2}+V^{2}}
Это неравенство можно объяснить, предположив, что квазимонохроматическое излучение состоит из полностью поляризованного и полностью неполяризованного излучения. На основе этого можно ввести степень поляризации:
{\displaystyle p={\frac {\sqrt {Q^{2}+U^{2}+V^{2}}}{I}}}

## Комплексное представление
Введем комплексную интенсивность линейно поляризованной волны
{\displaystyle {\begin{matrix}L&\equiv &|L|e^{i2\theta }\\&\equiv &Q+iU.\\\end{matrix}}}
Можно показать, что при повороте {\displaystyle \theta \rightarrow \theta +\theta '} поляризационного эллипса величины {\displaystyle I} и {\displaystyle V} остаются неизменными, а величины {\displaystyle L}, {\displaystyle Q} и {\displaystyle U} меняются следующим образом:
{\displaystyle {\begin{matrix}L&\rightarrow &e^{i2\theta '}L,\\Q&\rightarrow &{\mbox{Re}}\left(e^{i2\theta '}L\right),\\U&\rightarrow &{\mbox{Im}}\left(e^{i2\theta '}L\right).\\\end{matrix}}}
Благодаря этим свойствам параметры Стокса можно свести к трем обобщенным интенсивностям:
{\displaystyle {\begin{matrix}I&\geq &0,\\V&\in &\mathbb {R} ,\\L&\in &\mathbb {C} ,\\\end{matrix}}}
где {\displaystyle I} — полная интенсивность, {\displaystyle |V|} — интенсивность компоненты с круговой поляризацией, а {\displaystyle |L|} — интенсивность линейно поляризованной компоненты излучения. Полная интенсивность поляризованного излучения будет {\displaystyle I_{p}={\sqrt {|L|^{2}+|V|^{2}}}}, а ориентация и направление вращения определяются отношениями
{\displaystyle {\begin{matrix}\theta &=&{\frac {1}{2}}\arg(L),\\h&=&\operatorname {sgn}(V).\\\end{matrix}}}
Так как {\displaystyle Q={\mbox{Re}}(L)}, а {\displaystyle U={\mbox{Im}}(L)}, то
{\displaystyle {\begin{matrix}|L|&=&{\sqrt {Q^{2}+U^{2}}},\\\theta &=&{\frac {1}{2}}\tan ^{-1}(U/Q).\\\end{matrix}}}